# Terra Vnesa Kowalyk
Terra Vnesa Kowalyk más conocida por su nombre artístico como Terra Vnesa es una actriz canadiense, conocida por sus series televisivas.

## Carrera
Comenzó a tomar clases de teatro para pulir sus habilidades. Desde 1997 ha estado trabajando en varias películas y series. Hizo su primera aparición como Hannah Stoneman en la serie de televisión canadiense Goosebumps Después de eso, trabajó en varias series de películas como Alex Freeman en Too Young to Be a Dad, Stevie en Hurt, Gretchen en Todd and the Book of Pure Evil, y Cecilia en 5 Brujas.
Sus otras serie de televisión incluyen 11 Cameras, Degrassi: The Next Generation, The Best Years y Bloodletting & Miraculous Cures. En el 2011, protagonizó a Jenna en la nueva película de terror Wrong Turn 4: Bloody Beginnings, Teniendo en cuenta su dedicación y arduo trabajo, podría conseguir más proyectos en un futuro próximo.

## Filmografía
- 1997: Goosebumps como Hannah Stoneman.
- 1998:  Real Kids, Real Adventures como Shawna.
- 1998-1999: Animorphs como Melissa Chapman.
- 2000: Are You Afraid of the Dark? como Julie Hart.
- 2002: Too Young to Be a Dad como Alex Freeman.
- 2002: Master Spy: The Robert Hanssen Story como Sue Hanssen.
- 2003: Hurt como Stevie.
- 2003: Todd and the Book of Pure Evil como Gretchen.
- 2004: Anonymous Rex como Novia Joven.
- 2004: 72 Hours: True Crime como Martha.
- 2005: Sonny by Dawn como Veronica.
- 2006: 11 Cameras como Honey.
- 2006: 5 Brujas como Cecilia.
- 2007: Your Beautiful Cul de Sac Home como Alyssa.
- 2008-2009: Degrassi: The Next Generation como Trina.
- 2009: The Best Years como Jessie.
- 2010: Bloodletting & Miraculous Cures como Sienna.
- 2010: The Con Artist como Amber.
- 2011: Wrong Turn 4: Bloody Beginnings como Jenna.
- 2012: The Listener como Blaire Donleavy
- 2012: I Was a Boy como Reason.